# Zatomus
Zatomus byl rod rauisucha, žijícího v období svrchního triasu (asi před 230 až 210 miliony let) na území dnešní Severní Karolíny v USA. Tento dravý archosauromorf byl vědecky popsán roku 1871 paleontologem Edwardem Drinkerem Copem.

## Systematika
Původně byl považován za dinosaura. Dnes je tento taxon považován za nomen dubium, vzhledem k jeho fragmentární povaze. Blízkými vývojovými příbuznými tohoto druhu mohly být rody Postosuchus a Batrachotomus. Jediným známým druhem je typový Z. sarcophagus.